# Hieracium dalicum
Hieracium dalicum es una especie de planta con flor del género Hieracium, de la familia Asteraceae, orden Asterales.

## Distribución
Hieracium dalicum se distribuye por Noruega, Suecia, Francia, Suiza, Austria y República Checa.

## Taxonomía
Fue descrita científicamente por Johanss. Fue publicada en Bih. Kongl. Svenska Vetensk.-Akad. Handl.